# رابرت پاتنم
رابرت پاتنم (انگلیسی: Robert D. Putnam؛ زادهٔ ۹ ژانویهٔ ۱۹۴۱) یک یهودی اهل ایالات متحده آمریکا و از استادان دانشگاه هاروارد است.